# Амфіболоїди
Амфіболоїди (рос. амфіболоиды, англ. amphiboloides, нім. Amphiboloiden) — мінерали групи ксонотліту (ксонотліт, фошагіт, гілебрандит, тоберморит), в основі структури яких знаходяться здвоєні воластонітові ланцюжки, що утворюють радикали [Si6O17]10− і містять, аналогічно до амфіболів, додаткові ОН-йони, що не входять до радикалу.